# Hugo (poemat)
Hugo. Powieść krzyżacka – młodzieńczy poemat Juliusz Słowackiego. Napisany został w sierpniu 1829 w Warszawie, gdzie po zakończeniu studiów prawniczych w Wilnie, poeta otrzymał posadę bezpłatnego aplikanta w generalnym Sekretariacie Ministerstwa Skarbu. Wydany anonimowo pod koniec kwietnia 1830 roku w roczniku Odyńca „Melitele” był literackim debiutem Słowackiego. Ponownie, już pod nazwiskiem poety, został przedrukowany w pierwszym tomie Poezyj, wydanym w Paryżu w kwietniu 1832 roku.
Utwór był bezpośrednio inspirowany wydanym właśnie Konradem Wallenrodem Adama Mickiewicza. Słowacki, dotychczas autor Szanfarego, postanawia ponowić próbę poematu bajronicznego, przenosząc go tym razem w realia krzyżackiego średniowiecza. Równolegle tworzy dramat o zbliżonej tematyce – Mindowe. W Hugonie Słowacki całkowicie pomija tak istotny dla Mickiewicza wątek patriotyczny, rozwija za to (co go bardziej interesuje) temat romansowy, skupia się na kwestii złamania ślubów zakonnych i na poniesionej przez kochanków karze. Unika przy tym elementów uczuciowych i psychologicznych, koncentrując się na fabule utworu. Wzorem klasycystów każdą pieśń kończy mocnym akcentem fabularnym. Jak w poematach Byrona potęguje tajemniczość, nie ujawniając faktów od razu (Hugona i jego wybrankę przedstawia dopiero w drugiej części), stosuje manierę pytań (Gdzież się więc podział? Niech powiedzą tonie) i wzorem ballad ujawnia narratora – widza opisywanych wypadków (Znam go! To kontur zakonu Krzyżaków / To młody Hugo). Juliusz Kleiner zauważa w tym młodzieńczym poemacie wiele potknięć warsztatowych i słabe jeszcze obrazowanie poetyckie.

## Treść
Poemat składa się z trzech części: Ucieczka, Rycerz sądów tajemnych i Zgon.
Młody Krzyżak nie opuszcza wraz ze wszystkimi kościoła, czeka do zmroku, aż pojawia się jego towarzysz, paź. Pod osłoną nocy wspólnie wyruszają na Litwę, mijają Niemen, Lidę i docierają do trockiego zamku, położonego nad jeziorem. Z ich rozmowy wywnioskować można, że rycerz ma coś na sumieniu, podejrzewa, że jego osobą interesuje się tajny sąd krzyżacki. Akcja drugiej i trzeciej części rozgrywa się na trockim zamku. Tajemniczym rycerzem okazuje się być Hugo, komtur krzyżacki. Uciekając od spodziewanej pułapki, wpadł w sidła sądu. W zamku już czeka na niego rycerz, który demaskuje pod przebraniem pazia Blankę, zbiegłą mniszkę zakochaną w Hugonie. Dla samego Hugona ogłasza karę śmierci, która ma zostać wykonana za godzinę. Hugo postanawia zbiec i ukryć się w pogańskich świątyniach. Szykuje się, zakładając ciężką zbroję. Tymczasem Blanka, aby zmylić kata i ocalić skazańca, przebiera się w zbroję pozostawioną przez Hugona. Gdy do sali wchodzi mściciel tajnych zbrodni ze sztyletem w ręku, jego ofiara nie broni się wcale. Hugo znajduje swoją lubą już martwą. Nieszczęśliwy rycerz sam sobie wymierza karę, topi się w Trockim Morzu.